# Tekus ispán

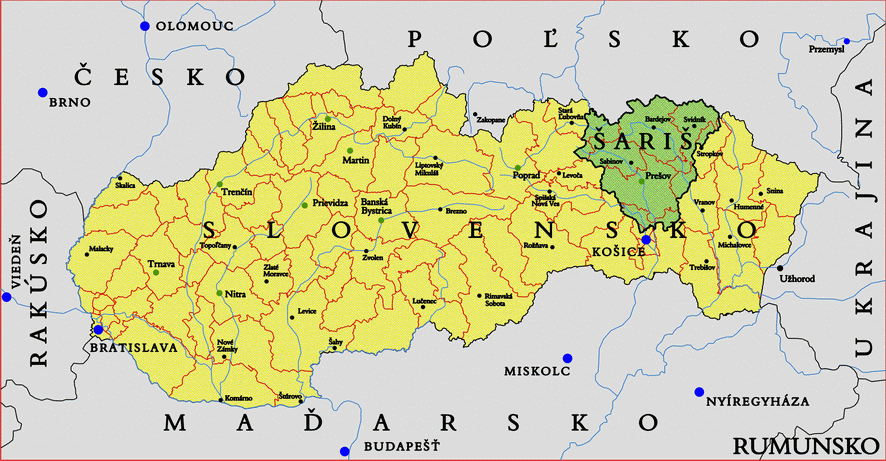
Az egykori Sáros vármegye a mai Szlovákiában

Tekus (Thekus, 12?? – 1270?) sárosi ispán, testvéreivel Észak-Magyarország egyik meghatározó birtokosa a 13. században, több nemes család:
- Szini család,
- Jósvafői család,
- Szalonnai család,
- Tornay család

őse (Kozák, 2001; Borovszky, 1896).

## Származása, fivérei
Három testvére Bot (Both), Bács (Baach) és András volt; a legtöbb családi birtoknak közös tulajdonosai voltak. A testvérek egy Nógrád megyei nemes családban, (pólyás címerük alapján valószínűsítve) feltételezhetően a Kacsics nemzetség valamelyik ágában születtek. Az 1250-es években építették fel a Börzsönyben Jenő várát (Dénes, 1983).
A tatárjárás után (1270-ben — Borovszky, 1896) a testvérek közösen kapták meg IV. Bélától Torna várát (Borovszky, 1896, Koleszár). A család Borsosberény és Diósjenő környéki, ősi birtokait ezután Bot kezelte. 1264-ben IV. Béla és fia, István ifjabb király háborúskodása idején Bács, aki valószínűleg tornai ispánként Szádvár kapitánya volt, megnyitotta a vár kapuit a király serege előtt. Ezért a vidék visszafoglalása után István a „hűtlen árulónak” minősített Bácsot és testvéreit megfosztotta vagyonuktól (Dénes, 1983). Ekkor vesztette el a család Nógrád megyei birtokait, amiket 1273-ban IV. László király már Tekus fiainak adott vissza (Györffy, 1963). Gyanítható, hogy maga Tekus távol tartotta magát a két király konfliktusától; erre utal, hogy ő megtarthatta javait, és V. István trónra kerülve is megtartotta őt sárosi ispánnak (Dénes, 1983).
Tekus két testvérének leszármazottairól a századfordulóig vannak töredékes adatok, de úgy tűnik, a családnak ezek az ágai ez idő tájt kihaltak.

## Élete
- 1244–1245-ben komáromi ispán,
- 1247–1270-ben sárosi ispán,

1249-ben Tekus és két fivére, Bot és Bács 100 ezüst márkáért megvásárolta az Örsúr nembéliek szalonnai uradalmának egy részét: Martonyit és Szirost. Az Örsúr nembéliek birtokában maradt akkor Szalonna határának a Bódva jobb partján elterülő része és Martonyinak az Ürmös-pataktól keletre levő része; e két területrészt csak évtizedekkel később vették meg Tekus leszármazottai.

## Leszármazottai
1272–1275 között IV. László a család börzsönyi birtokaiért cserébe az akkor még kisebb erősségnek számító Szádvárat adta cserébe Tekus fiainak (Borovszky, 1896; Györffy, 1998) a hozzá tartozó uradalommal (Koleszár). Az ispán három fia növelte az apa által szerzett birtokokat, és IV. (Kun) László idején, amikor a különböző főúri érdekcsoportok tagjai évente többször is váltották egymást az ország vezető tisztségeiben, a Tekus-fiaknak is sikerült egy-egy időre országos, Tornában pedig tartós szerephez jutniok. Hatalmuk csúcsán a három család tulajdonában volt a vármegye területének csaknem fele; 1386-ban közös birtokuk volt Sólyomkő vára (Borovszky, 1896).
- Tekus fia István mester az 1270-es – 1280-as években már egész Szalonna birtokosa lett. Ezekben az években egyre magasabb rangokat kapott:
  - 1273-ban és 1275-ben királyi szekérnagy volt (eközben beregi, illetve pataki ispán);
  - 1277-ben Torna örökös ispánja,
  - 1279-ben kucsói bán,
  - 1280-ban átmenetileg erdélyi vajda,
  - 1284 novemberében (valószínűleg nagyon rövid időre) nádor (Dénes, 1983; Kozák, 2001).
- A tornai váruradalmat valószínűleg László fia örökölte; őt tartják (turnianskanovaves.ocu.sk) a Tornay család ősének. Más források szerint a család őse Tekus fia János, aki 1314-ben vette fel a Tornay nevet. A Tornay család 1406-ban örökös nélkül kihalt. Ekkor (a család többi ága tiltakozásának dacára) minden birtokuk visszaszállt Zsigmond királyra.